# Lesoto en los Juegos Paralímpicos de Sídney 2000
Lesoto estuvo representado en los Juegos Paralímpicos de Sídney 2000 por dos deportistas, un hombre y una mujer. El equipo paralímpico lesotense no obtuvo ninguna medalla en estos Juegos.